# Forestillinger om utroskab
Forestillinger om utroskab er en dansk dokumentarfilm fra 2001, der er instrueret af Lisa Flood Staubo.

## Handling
Denne artikel mangler et handlingsreferat. Hjælp os med at skrive det.